# Phalangodes armata
Phalangodes armata is een hooiwagen uit de familie Phalangodidae. De soort werd beschreven door Theodor Tellkampf in 1844. Tellkampf ontdekte ze tijdens zijn onderzoek van de mammoetgrot in Kentucky.